# Tomkowo
Tomkowo – wieś w Polsce położona w województwie kujawsko-pomorskim, w powiecie rypińskim, w gminie Wąpielsk.
W latach 1975–1998 miejscowość administracyjnie należała do województwa toruńskiego. Według Narodowego Spisu Powszechnego (III 2011 r.) liczyła 134 mieszkańców. Jest dziewiątą co do wielkości miejscowością gminy Wąpielsk.
Znajduje się tutaj klasycystyczny pałac z 2. połowy XIX w., który zrekonstruowano na potrzeby agroturystyki na przełomie XX i XXI w. Na terenie wsi, w 1965 r., został wyznaczony leśny rezerwat przyrody Tomkowo.